# 甄畅
甄畅（？—251年），曹魏外戚，文昭甄皇后的侄孙，甄俨的孙子，甄像的儿子。
青龙三年（235年），甄像去世，追赠卫将军，改封魏昌县侯，谥号贞侯。甄畅嗣魏昌县侯，甄畅弟甄温、甄革、甄艳都为列侯。甄畅年幼，景初末年，以甄畅为射声校尉，加散骑常侍。嘉平三年（251年）正月，甄畅薨，追赠车骑将军，谥号恭侯；子甄绍嗣魏昌县侯。嘉平年间，再封甄畅二子为列侯。